# Sorry Not Sorry
Sorry Not Sorry is een nummer van de Amerikaanse zangeres Demi Lovato uit 2017. Het is de eerste single van haar zesde studioalbum Tell Me You Love Me.
Het nummer leverde Lovato een enorme hit in Noord-Amerika op, met een 6e positie in de Amerikaanse Billboard Hot 100. In de meeste Europese landen werd het nummer een bescheiden hitje, waaronder in het Nederlandse taalgebied. In Nederland bereikte het nummer de eerste positie in de Tipparade, en in Vlaanderen de tweede positie in de Tipparade.